# Albana di Romagna
 (octobre 2024).
Si vous disposez d'ouvrages ou d'articles de référence ou si vous connaissez des sites web de qualité traitant du thème abordé ici, merci de compléter l'article en donnant les références utiles à sa vérifiabilité et en les liant à la section « Notes et références ».
L'Albana di Romagna est un vin italien de la région d'Émilie-Romagne doté d'une appellation DOCG depuis le 13 avril 1987. Seuls ont droit à la DOC les vins blancs récoltés à l'intérieur de l'aire de production définie par le décret. 

## Aire de production
Les vignobles autorisés se situent dans les provinces de Bologne, Forlì-Cesena et Ravenne dans les communes Borgo Tossignano, Casalfiumanese, Castel San Pietro Terme, Dozza, Fontanelice, Castrocaro Terme e Terra del Sole, Longiano, Meldola, Montiano, Roncofreddo, Brisighella, Casola Valsenio  et Riolo Terme  ainsi qu'en partie dans les communes Imola, Ozzano dell'Emilia, Césène, Forlì, Forlimpopoli, Savignano sul Rubicone, Castel Bolognese et Faenza.
La superficie planté en vigne est de 2 150 hectares[Quand ?][réf. nécessaire].

## Caractéristiques organoleptiques
- couleur : jaune paille
- odeur : légèrement parfumé, caractéristique avec des arômes d'amande, de pêche et d'agrumes
- saveur : sec, harmonique, légèrement tannique

L'Albana di Romagna se déguste à une température de 8 à 10 °C et se gardera 1 à 2 ans.

## Production
Province, saison, volume en hectolitres :
- Bologna  (1996/97)  5802,09
- Forlì  (1996/97)  7776,74
- Ravenna  (1996/97)  4997,77